# Maria-mole
Maria-mole (ou maria mole) é um doce brasileiro de origem paulista, criado na cidade de São Paulo. Desenvolvido pelo confeiteiro paulistano Antonio Bergamo, sua receita inclue: açúcar, claras em neve, gelatina incolor e – opcionalmente – coco ralado para a cobertura. Depois de pronto fica mole, com a consistência esponjosa semelhante à do "marshmallow", mas não pegajoso. É bastante apreciado nas festas juninas, equivalendo como um "marshmallow brasileiro".